# Eric Cartman
Eric Theodore Cartman, comunemente conosciuto come Cartman, è uno dei personaggi principali della serie animata South Park, insieme con Stan, Kyle e Kenny. 
È uno dei personaggi più popolari dello show , nonché il preferito dei due creatori della serie, i quali hanno affermato che il personaggio rappresenta la parte più oscura che si cela in ogni persona.

## Biografia
Eric Cartman è un bambino obeso di otto anni studente della scuola elementare di South Park. Viene spesso preso in giro dai suoi amici per la sua stazza, ad esempio con l'epiteto fat ass (culo grasso, tradotto nella versione italiana come "culacchione" o "culone"), nella serie non riveste però il ruolo di "vittima". Al contrario è cinico, narcisista, amorale, egocentrico, arrogante, razzista, maschilista, omofobo, sadico, maleducato e paradigmaticamente malvagio. Le sue idee pretenziose e sociopatiche causano spesso il disprezzo da parte degli altri ragazzi, che non sanno bene se dargli retta.
Inizialmente Eric veniva utilizzato per lo più come capro espiatorio per il cinismo degli altri bambini, che lo insultavano per l'aspetto fisico e i facili costumi della madre e lo coinvolgevano in giochi sadici, come quello dell'episodio 01x01, Cartman si becca una sonda anale, nel quale viene legato ad un albero come esca per gli alieni che gli hanno inserito una sonda nel retto. Dopo poche puntate, l'importanza satirica di Eric viene valorizzata, lasciando emergere le sue caratteristiche principali. Il bambino appare ignorante, obeso, razzista, antisemita e profondamente egoista. Eric non mostra capacità di empatia, è insensibile alla pietà e non ha dei veri amici, infatti nell'episodio 01x08, Niente colpi sotto l'aureola, viene spiegato che il suo ingresso nel gruppetto di bambini è avvenuto grazie ai suoi continui insulti a Pip, il bambino inglese. Spesso tutti i compagni di classe ammettono di odiarlo e anche gli altri tre membri del quartetto dichiarano spesso di non considerarlo loro amico.
Fin dall'inizio della serie Cartman dimostra la sua amoralità compiendo, quasi in ogni episodio, azioni egoiste o malvagie, ma è soltanto a partire dal quarto episodio della quinta stagione (Scott Tenorman deve morire) che avviene la vera svolta in negativo del personaggio, in cui, per la prima volta, rivelerà il suo sadismo in tutta la sua forza. In questo episodio, infatti, Eric finisce vittima delle angherie di un ragazzino più grande di lui, Scott Tenorman, verso cui si vendica organizzando una finta fiera del chili dove gli fa mangiare un piatto di chili con dentro pezzi dei suoi genitori. La puntata termina con Eric che lecca voluttuosamente le lacrime dal volto disperato del ragazzo, come segno di vittoria.
Da quel momento Eric diventa protagonista e responsabile di azioni sempre più terribili, mostrandosi disposto a tutto pur di ottenere quello che vuole a dispetto di quanto questo possa avere conseguenze gravissime. Vittima delle sue macchinazioni è soprattutto Butters, il quale passa da personaggio di sfondo a vittima principale data l'ingenuità per cui Cartman riesce sempre a sfruttarlo e manipolarlo. Nonostante questo, accade spesso che alla fine anche Eric finisca per rimetterci. Comunque, Butters sembra perdonarlo sempre e alcune volte sembra addirittura provare dell'ammirazione nei suoi confronti, nonostante Eric continui ad offenderlo, manipolarlo e ingannarlo. La ricorrenza di questi eventi sembra spiegata dal fatto che i coetanei, consapevoli ed esasperati dall'ingenuità di Butters, rinuncino ad avvertirlo dei rischi che compie.
Tra le sue azioni forse più memorabili si possono ricordare:
- le risate a crepapelle per una fotografia-scherzo da lui divulgata, che però gli susciterà una sorta di "overdose di risate" (egli stesso dice si è "bruciato il suo fusibile dell'umorismo") quando vede due persone afflitte dalla sindrome di STP, finta malattia che consiste nell'avere un sedere al posto della faccia, le quali cercano il loro figliolo scomparso, somigliante a Kenny nella fotografia burlona; in seguito si preoccuperà soltanto di riacquistare il suo "senso dell'umorismo" (05x10 Come mangiare col culo);
- l'acquisto di un intero luna-park con i soldi di un'eredità al solo scopo di non far entrare nessun altro e godersi da solo tutte le giostre (05x06 Cartmanlandia);
- l'aver avuto a che fare con Osama bin Laden, quando, recatosi in Afghanistan, lo prende in giro nello spezzone-parodia dei cartoni della Warner Bros. e poi lo consegna agli americani (05x09 Osama Bin Laden se l'è fatta addosso);
- l'avvio di un commercio di feti umani dichiarando di voler curare Kenny arrivando addirittura a convincere all'aborto delle donne incinte che non intendevano abortire, per poi utilizzare le cellule staminali allo scopo di replicare un ristorante (05x13 Kenny muore);
- la bevuta delle ceneri del defunto amico Kenny rivivendo i suoi ricordi (06x12 Una scala per il Paradiso), con questo fatto che sarà al centro delle trame delle seguenti tre puntate della serie, in quanto l'anima di Kenny viene via dal corpo di Eric solo dopo un esorcismo fattogli dai genitori di Chef nella puntata 06x15, Il più grande buffone dell'universo;
- nell'episodio 06x16, Io e il mio futuro me la gestisce un "Centro per la vendetta sui genitori" mediante il quale fa coprire di escrementi le pareti delle case scelte dai clienti e la venuta a contatto con sé stesso proveniente dal futuro.
- nell'episodio 07x04, Cancellato, subisce un'altra sonda anale;
- nell'episodio 08x03, Forza steroidi, si finge disabile allo scopo di vincere le paraolimpiadi di Denver.
- nell'episodio 12x09, La più grande lotta contro il cancro al seno, scopre che l'opinione che i suoi compagni hanno di lui non può diminuire ulteriormente: per Cartman questo significa che i suoi compagni lo considerano "superiore", che è l'unica cosa che vuole a prescindere da piacere o meno, e quindi se ne va esultante nonostante in pratica gli sia appena stato detto di essere considerato la persona peggiore del mondo.

Nell'episodio 13x02, Il Procione, Eric decide di diventare un supereroe e adotta come pseudonimo "il Procione", improbabile vigilante della cittadina, in lotta con Mysterion. Nella quattordicesima stagione, per vendicarsi del fatto che gli altri ragazzi lo hanno escluso dal club "Il Procione e i suoi amici" creato da lui stesso, si unisce al dio della distruzione Cthulhu che riesce ad addomesticare, facendogli distruggere, tra le altre cose, una sinagoga, San Francisco, raduni di hippy, supermercati biologici e causa la morte di Justin Bieber e di centinaia di suoi fan. Nell'episodio 15x04 induce la moglie di uno psicologo al suicidio perché costui, per testare i suoi attacchi d'ira, lo aveva offeso chiamandolo ripetutamente ciccione.
Nell'episodio 23x03, Vaccini, si scopre che Eric non ha mai fatto un vaccino e ogni volta che si prova ad somministrarglielo, inizia ad agitarsi e corre per tutta la clinica completamente nudo e ricoperto di olio per non essere preso; generando le antipatie degli abitanti della cittadina col timore che possa contagiare i loro figli
Le sue azioni molto spesso gli si rivoltano contro, ma Eric non impara mai niente dai propri errori e, a dispetto da cosa gli succeda, anche quando sembra aver imparato qualcosa è già pronto a combinarne un'altra.

## Famiglia

### Genitori
Liane Cartman è la madre di Eric. Liane è una donna dai costumi molto facili: è stata a letto con tutti gli uomini e le donne della città, compresi il parroco del paese, Gesù, un alieno e un androide proveniente dal futuro, relazioni testimoniate dalle puntate 01x13, (La mamma di Cartman se la fa con tutti) e 02x02 (La mamma di Cartman continua a farsela con tutti). L'unica persona con cui non ha fatto sesso è lo storpio del paese. Liane si dimostra sempre accondiscendente anche alle più stravaganti richieste del figlio, il quale il più delle volte la raggira per i suoi discutibili progetti.
Nell'episodio 14x06, 201 si scopre che il padre di Eric era Jack Tenorman, giocatore dei Denver Broncos nonché genitore di Scott, ucciso proprio da Eric e dato in pasto al figlio (episodio 5x01, Scott Tenorman deve morire). L'omicidio del padre non sembra colpire Eric più di tanto: la sua unica preoccupazione riguarda i geni "rossi" che ha ereditato da Jack.
A parte le sue avventure sessuali si sa poco di Liane. Nell'episodio 10x07 L’educazione di Cartman è mostrato come il comportamento di Cartman sia largamente dovuto alla permissività della madre, che assume tutta una serie di babysitter appartenenti a vari show televisivi perché educhino Eric, ma lui le fa fuggire o impazzire tutte finché Liane chiede aiuto a César Millán (famoso addestratore di cani) che invece rende Eric un bambino ubbidiente ed educato, ma appena l'educatore se ne va Liane ricomincia a viziare il figlio vanificando tutto il lavoro di César e tornando alla situazione di partenza. Nonostante tutto è mostrato più volte come a volte metta in punizione il figlio e nella puntata 15x01 HUMANCENTiPAD dimostra di essere in grado di dirgli no quando si rifiuta di comprargli un iPad poiché troppo costoso.

### Animali domestici
Eric aveva una gatta di nome Kitty: Kitty miagolava sempre chiedendo cibo a Eric (spessissimo si trattava dei timballi preparati dalla madre), ma lui la ingiuriava e non gliene dava mai ("Cattiva Kitty! Cattiva!" era la sua solita lamentevole risposta). Kitty scompare poi dalla serie, per essere sostituita nella dodicesima stagione da un gatto maschio di nome Mr. Kitty.
Nell'episodio 01x05 (Un elefante fa l'amore con una maiala), inoltre, Eric possiede una maialina di nome Frou Frou che i bambini tentano di far accoppiare con un elefante posseduto da Kyle.

## Caratteristiche

### Aspetto
Nelle sue apparizioni "classiche", Eric si presenta come un ragazzo obeso (anche se lui dice di avere solo le ossa grosse) che indossa un berretto azzurro, un giubbotto rosso e dei guanti gialli. Rispetto agli altri tre protagonisti della serie è quello che appare più spesso senza berretto, dando sfoggio di una capigliatura castana spettinata o in ordine a seconda delle circostanze.

### Abitudini e frasi tipiche
- Oltre agli ebrei odia in maniera irragionevole gli hippie (su cui fa spesso incubi) e, anche se ne è per metà, i "pel di carota" (che definisce senza anima), i Griffin e, in pratica, qualsiasi minoranza. La sua ignoranza è palesata da come spesso sembra considerare tali individui come specie a diverse dalla sua. In qualche episodio, comicamente, i suoi pregiudizi si rivelano reali, come quando, nell'episodio 03x01 I cori spaccamaroni, prevede come Kyle, in quanto ebreo, non abbia il senso del ritmo. Oppure nell'episodio 07x08, I cristiani pestano duro, dice che tutti gli afroamericani hanno un basso in cantina e lo sanno usare; Token resta infastidito queste dichiarazioni, ma poi viene fuori che lui ha effettivamente un basso in cantina e che lo sa usare perfettamente.
- Una delle sue frasi ricorrenti quando viene contraddetto, soprattutto da Stan e Kyle, è «Screw you guys, I'm going home!», poi tradotto nella versione italiana con «Fatevi un clistere, io vado a casa![3]».
- È morbosamente affezionato al suo pupazzo Rana Clyde (che considera il suo unico vero amico), tanto che in alcune occasioni finge addirittura di parlarci.
- Prende spesso in giro Kenny per la sua povertà e per l'alcoolismo dei genitori. Comunque, nell'episodio 15x14 Il bambino povero viene rivelato che la famiglia più povera dopo quella di Kenny è proprio quella di Cartman.
- Nonostante sia il personaggio più aggressivo e violento dal punto di vista verbale, fisicamente è debole, ipersensibile ed anche codardo. Nella serie accade più volte che Kyle lo colpisca debolmente e lui comunque si metta a piangere. Nell'episodio 07x15 (È Natale in Canada) Eric si arrabbia perché, dato che il gruppo è in Canada, si sono persi il Natale e quindi, come promesso, incita Kyle ad uno scontro fisico per poi mettersi a piangere in modo estremamente esagerato quando questi lo colpisce con un pugno visibilmente debole. Senza contare l'episodio 12×09 La più grande lotta contro il cancro al seno in cui viene brutalmente pestato da Wendy Testaburger dopo averla provocata all'inizio dell'episodio e aver usato anche i colpi più bassi per evitare lo scontro.

### Orientamento sessuale
Mentre in alcuni episodi Eric si viene a trovare in situazioni ambigue con personaggi maschili, in altri dimostra invece tendenze eterosessuali. Nella stagione 20 conosce e si fidanza con Heidi Turner, con la quale termina il rapporto nella stagione successiva.

## Il rapporto con Kyle
Paradigmatico è il rapporto con Kyle, il bambino ebreo verso il quale Eric mostra tutto il suo antisemitismo. Eric odia Kyle senza che questo gli abbia mai fatto veramente un torto: ogni situazione è buona per criticarlo, prenderlo in giro, contraddirlo, sfidarlo (anche se spesso Kyle non accoglie affatto le sfide di Eric) o ricordargli il suo odio e il disprezzo che prova per gli ebrei. Più volte propone di ucciderlo, e non si capisce quanto sia seria la sua idea. Non è un caso che nell'episodio 01x07, Tutti zombie per Kenny, Eric scelga, per Halloween, di vestirsi da Adolf Hitler, verso il quale mostra sempre una ammirazione smodata, arrivando, nell'episodio 08x04 La passione dell'ebreo, a proporsi leader di una crociata contro gli ebrei in seguito della visione di The Passion di Mel Gibson, altro suo idolo.
Una delle frasi ricorrenti di Eric è "Zitto, fottuto ebreo!", rivolto proprio a Kyle. Nell'episodio 13x03, Margaritaville, pur di ottenere un videogioco è disposto a consegnare Kyle nelle mani di un'associazione che lo vuole uccidere.
Nonostante i vari tentativi di isolarlo o ferirlo, quasi sempre le imprese di Eric contro Kyle falliscono miseramente, perché quest'ultimo resta più intelligente e colto, quindi non accade quasi mai che si lasci imbrogliare, o anche solo coinvolgere.
Nell'episodio 10x02 (Allerta Smug!) Eric arriva tuttavia a rischiare la propria vita per salvare Kyle e la sua famiglia dalla distruzione di San Francisco, dove da poco si erano trasferiti. Solo Butters (che lo ha aiutato) conosce però la verità, visto che Eric non ammetterà mai di aver salvato Kyle: in realtà lui non si sente completo senza il suo arci-nemico da molestare in continuazione. Negli episodi 15x07 (Stai invecchiando) e 15x08 (La sindrome di Hamburger) Kyle ed Eric sembrano diventare amici dopo che Stan si trasferisce in un'altra casa e si allontana dal gruppo a causa il divorzio dei genitori. Nell'episodio 16x04, Jewpacabra, Eric viene salvato da Kyle dopo essere stato legato a un blocco di cemento nel parco ed essere stato colpito da un sedativo. Nell'episodio 16x07, Cartman scopre l'amore, Eric sparge la voce che lui e Kyle sono una coppia gay, per non far interferire Kyle con il rapporto di Token e Nicole, una nuova ragazza appena arrivata a South Park. Arriva addirittura a (dopo che Token e Nicole si sono lasciati e Kyle la invita ad una partita di basket in cui al suo opposto è presente anche Token) fare un discorso sull'amore rivolto esplicitamente a Kyle (anche se serve solo da copertura, in fondo il messaggio è rivolto a Token e Nicole).

## Musica
Nell'episodio 04x09, Boy band, realizza il suo sogno di essere un'acclamata star di una boyband, quando riesce a mettere in piedi un gruppetto musicale formato da lui e i suoi tre amici e che suona senza successo nel centro commerciale di South Park; cerca di convincere il direttore del centro commerciale con una videocassetta dei quattro che si esibiscono, ma a causa di un infelice taglio del nastro, prima appartenuto a sua madre, per la prima volta si rende conto dell'inclinazione ninfomane del genitore, impegnata in atteggiamenti sadomaso con lo psicologo della scuola.
Nell'episodio 07x08, I cristiani pestano duro, fonda insieme a Butters e Token il gruppo Christian Rock Faith + 1, con il quale vende più di un milione di copie. Il gruppo era stato fondato solo perché Eric voleva vincere il Disco di platino prima di Kyle; quando, dopo un concerto, Eric scopre che il Christian Rock assegna al massimo il "Disco di mirra", capendo di aver perso la "scommessa" con Kyle, bestemmia per tre volte sul palcoscenico.